# Afirmiranje konsekvensa
Afirmiranje konsekvensa (konsekvencije) je česta logička pogreška. Javlja se kod argumenata kojima je osnovica u uzročnosti. Sličan je negiranju antecedensa, samo je pogreška u suprotnom pravcu. Javlja se kad se tvrdi da je posljedica A, to ne znači da je uzrok samo B, jer može biti i drugi uzrok.
Primjer:
- Ako Bill Gates posjeduje Fort Knox, bogat je.
- Bill Gates jest bogat.
- Zaključak: Bill Gates posjeduje Fort Knox.

Biti vlasnik Fort Knoxa nije jedini način za biti bogat. Dakle, čak i ako su obje premise točne, zaključak je u ovom slučaju pogrešan.